# 和氣站
和氣站（日语：／ Wake eki */?）是位於岡山縣和氣郡和氣町，屬於西日本旅客鐵道（JR西日本）山陽本線的車站。

## 概要
在車站內有一個「實踐培訓中心」，是岡山分社轄下從事運輸業務的員工進行培訓的地方。另外從岡山方向近半數普通列車會在此站折返。前往相生、姬路方向的列車約每小時1班。當中若包含前往吉永或三石的列車，則為每小時2班。
在1991年前，曾經為同和鑛業片上鐵道的轉乘站。

## 歷史
- 1891年（明治24年）3月18日 - 山陽鐵道三石站至岡山站之間開通，此站啟用[1]。
  - 當時車站位於岡山縣和氣郡本莊村（日语：本荘町）福富。
- 1906年（明治39年）12月1日 - 山陽鐵道國有化（日语：鉄道国有法），成為官設鐵道車站。
- 1909年（明治42年）10月12日 - 制定路線名稱。成為山陽本線車站。
- 1923年（大正12年）1月1日 - 片上鐵道（後來為同和鑛業片上鐵道（日语：同和鉱業片上鉄道））車站啟用。
- 1950年（昭和25年）4月1日 - 實施町制，此站位於岡山縣和氣郡本莊町（日语：本荘町）福富。
- 1953年（昭和28年）4月1日 - 隨著和氣町（第二次）成立，此站位於岡山縣和氣郡和氣町福富。
- 1971年（昭和46年）8月15日 - 終止貨物起卸業務。
- 1987年（昭和62年）4月1日 - 伴隨國鐵分割民營化，車站由西日本旅客鐵道（JR西日本）營運。
- 1991年（平成3年）7月1日 - 同和鑛業片上鐵道廢止。
- 2006年（平成18年）3月1日 - 隨著和氣町（第三次）成立，此站位於岡山縣和氣郡和氣町福富。
- 2007年（平成19年）
  - 6月15日 - 引入可支援ICOCA的簡易型自動閘機（日语：簡易型自動改札機）。
  - 9月1日 - 此站可以使用ICOCA（只限岡山方向，姬路方向為2018年9月15日起）。
- 2019年（平成31年、令和元年）
  - 2月22日 - 當日起綠色窗口結束營運[2]。
  - 2月23日 - 當日起開設綠色售票機（日语：みどりの券売機）[2]。
  - 5月31日 - 當日起櫃臺與有人閘口封閉。

## 車站構造

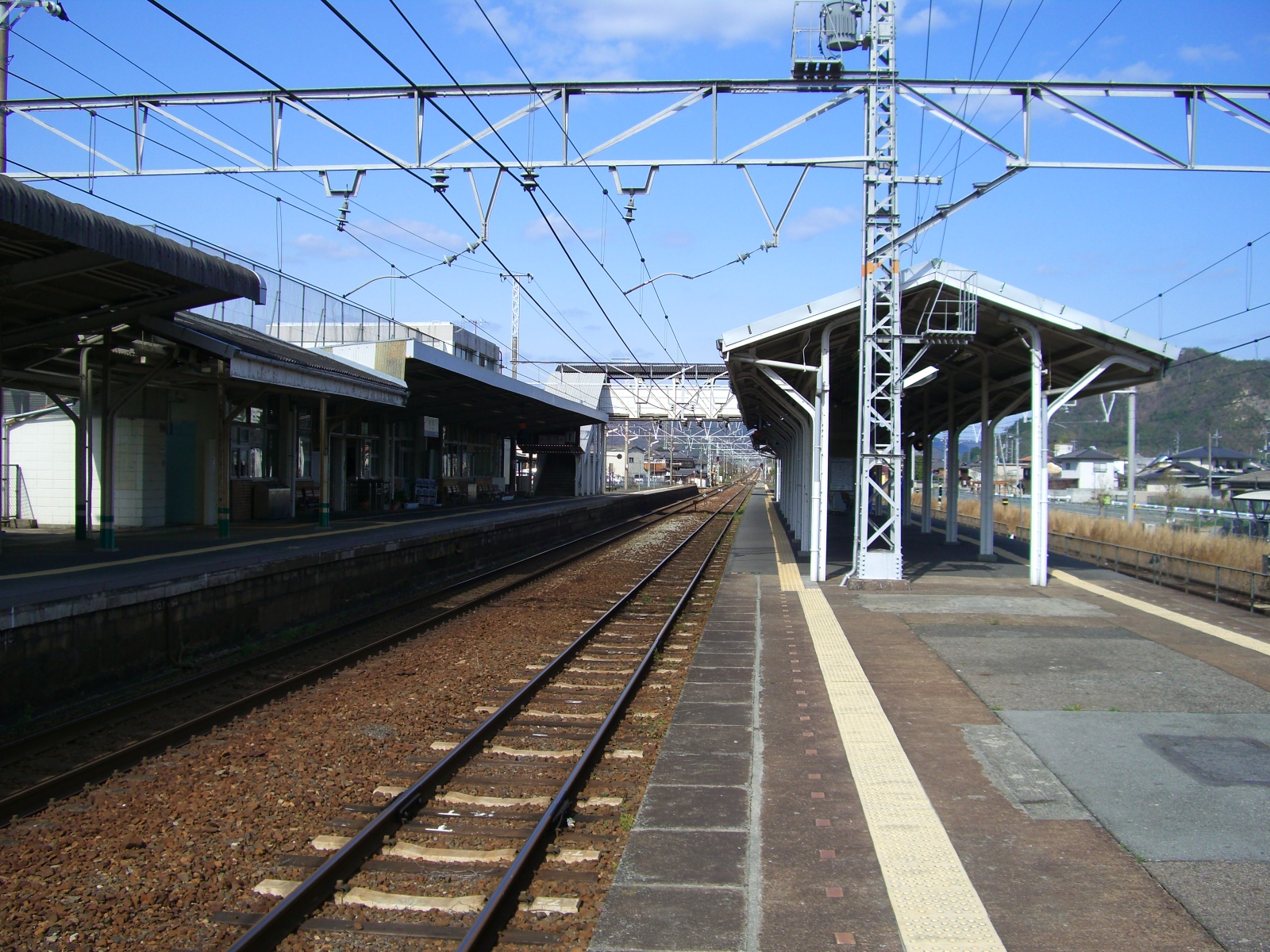
月台

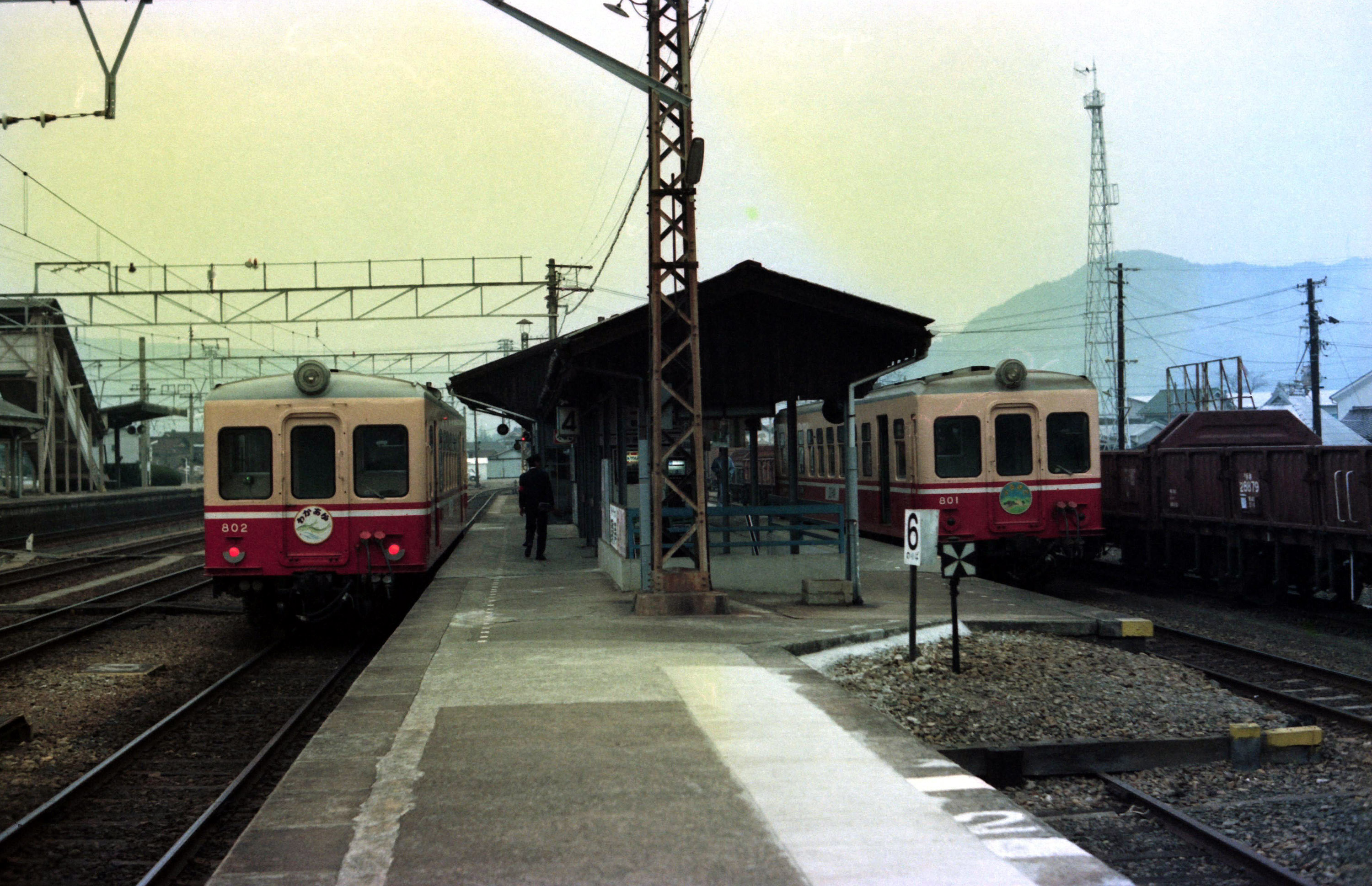
片上鐵道月台（4、5、6號月台，1981年）

車站是一座地面車站，設有1面1線的單式月台及1面2線的島式月台，合共設有2面3線的混合式月台。車站大樓位於1號月台側，兩月台之間近神戶一方設有設有跨線橋連接。另外，下關一方設有維護路軌基地的備前維護路軌區和氣管理室。
曾經在車站南面設有片上鐵道線月台，為一座1面3線的島式月台（4、5、6號月台）。在下關、柵原一方設有地底連接通道前往國鐵（JR西日本）各月台。在片上鐵道月台南邊有數條片上鐵道線側線，另外，在柵原一方設有在1960年代建設的片上鐵道鐵路貨場。
在片上鐵道廢止後，所有片上鐵道鐵道設施均撤走。片上鐵道舊站內鐵路貨場遺址現時為岡山縣道703號備前柵原單車道線（片鐵浪漫街道）、停泊單車場、停車場與迴旋路。而月台地底連接通道中，山陽本線月台的樓梯部分已經回填和封閉，舊片上鐵道月台缺口部分現時在車站南邊出入口。片上鐵道車站建築物側現時在北邊出入口、行人、單車專用隧道。在山陽本線與片上鐵道線之間的側線遺址，現時成為了設有模擬平交道與信號機的2條訓練路軌線，以供岡山綜合實踐培訓中心訓練使用。
此站為直營車站，由東岡山站管理，為一座地區車站。但是，在2019年6月1日以後再沒有車站職員當值，櫃臺封閉，車站內改用對講機與車站職員聯絡。
在2007年夏季，此站至南岩國站之間，引入可接受ICOCA的自動閘機。在同年9月開始使用。另外，此站的自動閘機只有簡易入閘功能，在下車時不需經過自動閘口，只需把車票投入收集箱便可。另外閘外設有ICOCA增值機。

### 月台
| 月台 | 路線     | 上下行 | 方向           | 備註          |
| ---- | -------- | ------ | -------------- | ------------- |
| 1    | 山陽本線 | 上行   | 相生、姬路方向 | 一部分2號月台 |
| 2、3 | 山陽本線 | 下行   | 岡山、三原方向 |               |

1號月台為上行本線，3號月台為下行本線，2號月台為上下行共用的待避線（中線）。列車主要使用1、3號月台，2號月台只讓來往岡山站至此站之間的區間列車折返之用，或等待特急通過的列車之用。另外，在2008年3月修正前，2號月台沒有列車前往姬路方向。
在早上5時時段，設有從此站出發前往岡山方向的首班列車，該列車前往廣島方向的五日市（在星期六及假日為前往南岩國）（從岡山站至到站為不載客列車），在2019年3月16日時間表修正起改為前往三原。

## 使用狀況
以下是近年1日平均乘車人次。
| 乘車人次變化 | 乘車人次變化     |
| 年度         | 1日平均 乘車人次 |
| ------------ | ---------------- |
| 1999         | 1,721            |
| 2000         | 1,745            |
| 2001         | 1,689            |
| 2002         | 1,660            |
| 2003         | 1,622            |
| 2004         | 1,559            |
| 2005         | 1,434            |
| 2006         | 1,410            |
| 2007         | 1,407            |
| 2008         | 1,396            |
| 2009         | 1,361            |
| 2010         | 1,343            |
| 2011         | 1,322            |
| 2012         | 1,344            |
| 2013         | 1,390            |
| 2014         | 1,361            |
| 2015         | 1,399            |
| 2016         | 1,372            |
| 2017         | 1,371            |

## 車站周邊
- 和氣町公所
- 岡山縣備前縣民局東備地域事務所
- 備前警署（日语：備前警察署）和氣站前崗亭
- 和氣Hello Work（日语：公共職業安定所）
- 和氣勞動基準監督署（日语：労働基準監督署）
- 岡山縣立和氣閑谷高等學校（日语：岡山県立和気閑谷高等学校）
- 和氣郵局
- 本莊郵局
- 中國銀行和氣分店
- 百菜市場（日语：岡山東農業協同組合）和氣店
- 國道374號（日语：国道374号）
- 岡山縣道、兵庫縣道96別岡山赤穗線（日语：岡山県道・兵庫県道96号岡山赤穂線）
- 岡山縣道181號和氣停車場線（日语：岡山県道181号和気停車場線）
- 岡山縣道703號備前柵原單車道線（日语：岡山県道703号備前柵原自転車道線）（片鐵浪漫街道）

## 巴士路線
- 赤磐市廣域路線巴士（日语：赤磐市民バス#赤磐市広域路線バス）
- 和氣町營巴士（日语：和気町営バス）

## 相鄰車站
西日本旅客鐵道
 山陽本線
吉永－和氣－熊山

### 曾經存在的路線
同和鑛業
片上鐵道
中山－和氣－本和氣

## 注腳
1. ↑  『JR全駅ものしりガイド』185頁
2. 1 2  . 西日本旅客鐵道.   [2018-12-23]. （原始内容存档于2018-12-23）.
3. ↑  「6號月台」位於5號月台柵原方向的缺口。該月台可容納2卡柴油列車。
4. ↑  從2018年3月起，使用ICOCA只可乘搭200公里以內的車程。另外，在2018年9月前不可於京阪神地區ICOCA範圍（在山陽本線中即從上郡站起姬路方向的各站）出閘。
5. ↑  交通新聞社『携帯全国時刻表』2016年12月號
6. ↑  JTB時間表2019年3月號
7. ↑  「岡山県統計年報」

## 外部連結
- 和氣｜車站資訊：JR出門網 - 西日本旅客鐵道